# Hotel Four Seasons de Damasco
El hotel Cuatro Estaciones de Damasco es un hotel de cinco estrellas de la cadena canadiense de hoteles Four Seasons Hotels and Resorts en Damasco, Siria. Se encuentra en la avenida Shukri al-Quwatli, en el área central de la ciudad, en el distrito de Muhajrín lindando con Sarujah. Fue financiado por el príncipe saudí Al-Waleed Bin Talal y construido por la compañía local Fouad Takla Company. Su construcción comenzó en 2001 y se abrió al público en 2005.
Con 83 m de altura, es uno de los rascacielos que caracterizan el skyline de Damasco. El hotel tiene 297 habitaciones, incluyendo 66 suites. Cada una disfruta de Internet de alta-velocidad, un reproductor CD/DVD y una cafetera automática.
Frente al hotel fluye el Río Barada.
Bin Talal recientemente vendió sus acciones del hotel al empresario sirio Samer Foz, conocido por su cercanía al presidente sirio, Bashar Al-Assad. Tras él, el gobierno sirio es el segundo stakeholder del hotel.

## Galería

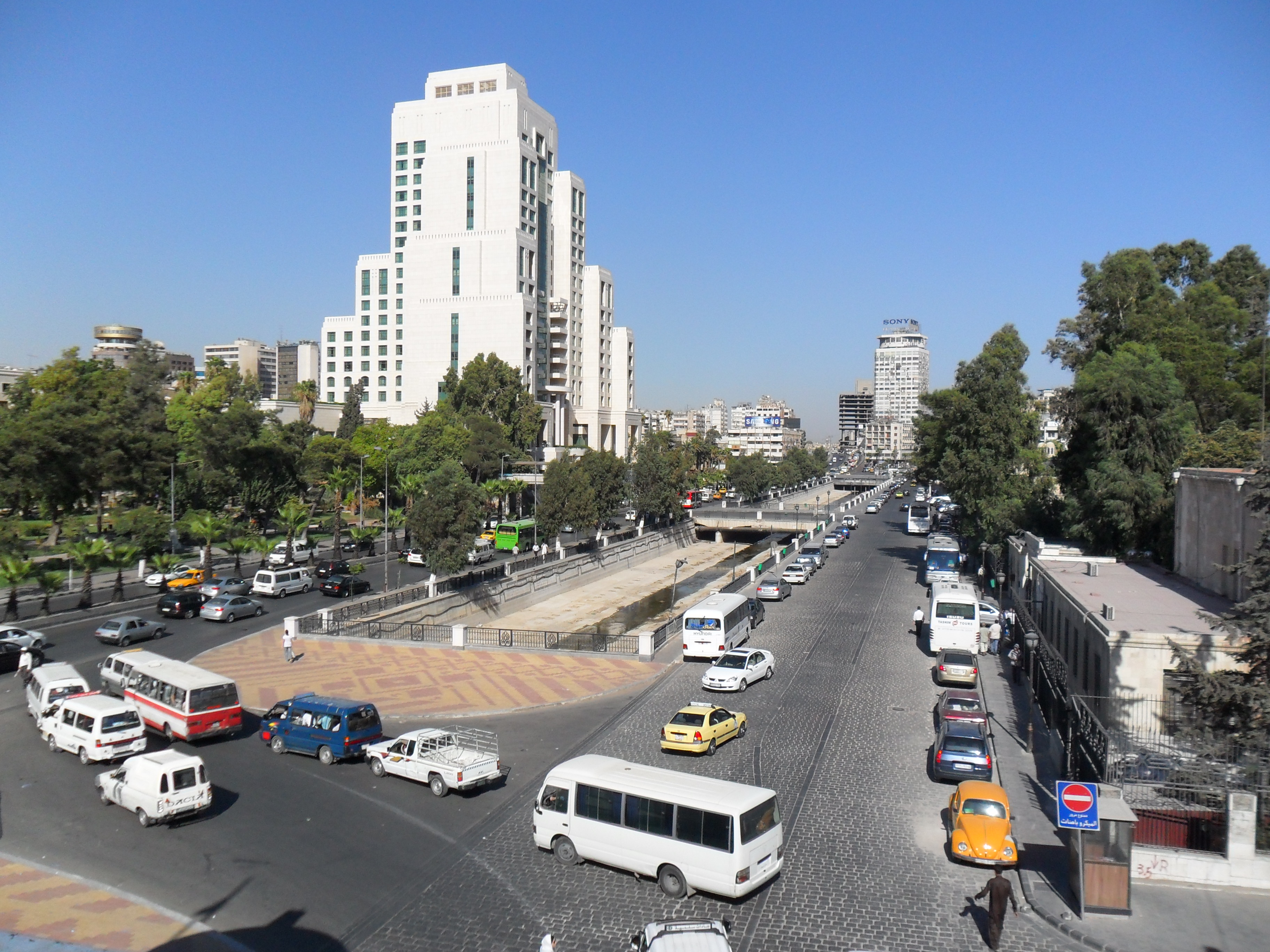
El hotel con la avenida Shukri al-Quwatli.
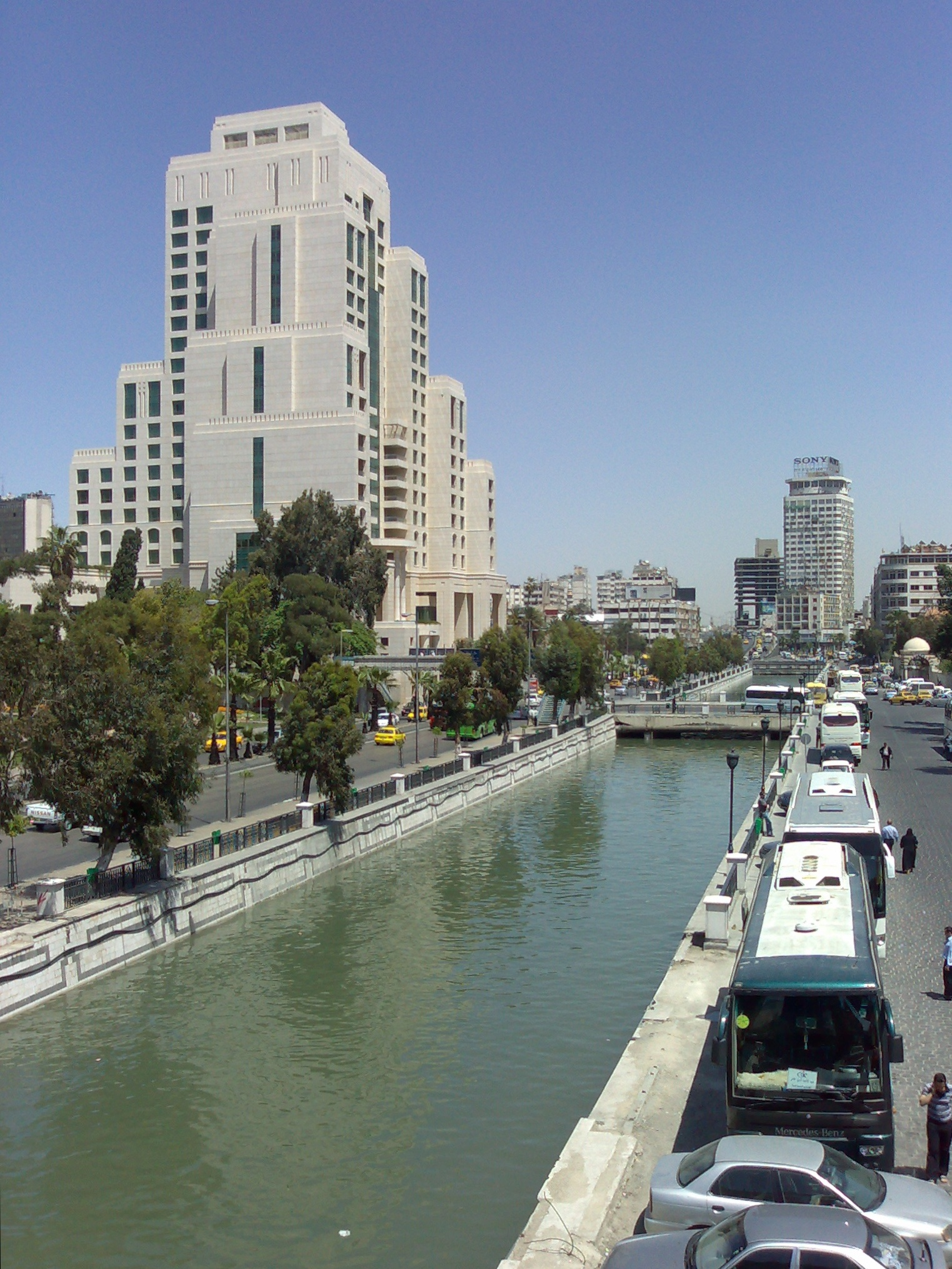
El río Barada frente al hotel.